# 久和ひとみ
久和 ひとみ（くわ ひとみ、1960年〈昭和35年〉9月25日 - 2001年〈平成13年〉3月1日）は、日本のニュースキャスター。趣味、特技はクラシック音楽、相撲観戦。元夫はテレビ朝日ディレクターの小林雄高。フォーサイト・ファイブに所属していた。

## 生涯
| 年表                  | 経歴 |
| --------------------- | --- |
| 1960年9月25日         | 東京都武蔵野市出身 |
| 1979年3月 - 1984年3月 | 東京都立国立高等学校卒業後、一浪して早稲田大学政治経済学部政治学科卒業 |
| 1979年3月 - 1984年3月 | 東京の民放キー局全局を受験したが、すべて不合格だった |
| 1984年4月             | 大学卒業後、テレビ朝日の『CNNデイウォッチ』初代キャスターとなる、当初、担当期間は3カ月から6カ月と言われていたが、キャスターとしての才能を担当者に見いだされ契約期間を延長、さらに、チャレンジャー号爆発事故の緊急ニュースを担当したことで一躍有名となり、最終的に1989年9月まで5年半担当した、番組降板後は『モーニングショー』など複数の番組でリポーターを中心に担当 |
| 1988年                | テレビ朝日ディレクターの小林雄高と結婚 |
| 1989年4月             | それらの経歴を買われ、TBSと専属契約、荒川強啓とともに、ローカルニュース『テレポート6』キャスターとして起用、番組そのものは荒川と久和の登場後1年で終了 |
| 1990年4月             | 『テレポート6』が『JNNニュースコープ』と統合されて『JNNニュースの森』となったが、引き続き荒川と平日メインキャスターを務めた |
| 1996年3月             | 『JNNニュースの森』との契約期間満了と番組リニューアルを機に降板、同時に夫とも離婚 |
| 1996年4月             | コロンビア大学に留学し、研究を重ねた |
| 1998年2月             | アメリカから帰国 |
| 1999年10月            | 政治・経済面に強いキャスターとして、テレビ東京の『TXNニュースアイ』の月～金曜日メインキャスターに起用、この『ニュースアイ』のタイトルは彼女の名前「ひとみ」（eye）に因んだものである |
| 2000年10月初頭        | 体調不良により検査を受けた結果、子宮癌を患っている事が判明、同月20日放送を最後に『ニュースアイ』を休演(事実上降板)し、手術を受けた |
| 2000年11月            | 退院後も復帰に向けて治療に専念するが、翌年2月に入り肝臓への癌転移により病状が悪化 |
| 2001年3月1日          | 11時25分、がん転移による急性肝不全で死去、40歳没、法名は釋尼妙聲、訃報は各局で一斉に伝えられ、担当した『TXNニュースアイ』や『JNNニュースの森』ではトップ項目として扱われた、3月4日に小金井市幡随院で執り行われた葬儀告別式では、下村健一、杉尾秀哉らが弔辞を読んだ、墓所は多磨霊園                                                                                  |
| 没後                  | 一周忌である2002年3月1日、遺産の一部を基金として、マスコミ関係の職務経験がある女性を対象とした奨学金「久和ひとみスカラシップ」が設立、2004年までに計4人を留学生として送り出し、一旦解散した。2008年に選考委員長を務めていた筑紫哲也が死去したが、筑紫遺族の申し出により香典が寄付され、2009年11月に『久和ひとみ・筑紫哲也スカラシップ』として1人限りの募集を再開    |

## 人物・エピソード
| 年表                | エピソード |
| ------------------- | --- |
| その他              | 好角家として著名で、大相撲バラエティ『OH!相撲』（テレビ朝日系）の司会進行も務めた、大相撲に関する著書に『まわしをはずしたお相撲さん』があるほか、『知ってるつもり?!』（日本テレビ系）で柏戸剛が取り上げられた回にパネリストとして出演している。また、雑誌『大相撲』の「ハンサム力士訪問」のコーナーを担当 |
| その他              | ショートヘアがトレードマークだった、一度だけ髪を伸ばしてボブだった時期があるが、早々とショートヘアに戻している |
| その他              | 著書の『私はニュースキャスター』の一部が教科書に掲載されたことがある |
| 1987年              | 堺正章司会の『デザートーク』（日本テレビ系）でサブ司会を担当 |
| 1988年4月 - 同年9月 | 『熱闘!スポーツクイズ』（テレビ東京系）の司会を渡辺徹とともに担当 |

## 主な取材
| 『JNNニュースの森』時代 |                                                                                    |
| ----------------------- | ---------------------------------------------------------------------------------- |
| 『JNNニュースの森』時代 | 湾岸戦争関連取材 - クウェート                                                      |
| 『JNNニュースの森』時代 | 雲仙噴火関連                                                                       |
| 『JNNニュースの森』時代 | ロサンゼルス大地震                                                                 |
| 『JNNニュースの森』時代 | 阪神・淡路大震災                                                                   |
| 『JNNニュースの森』時代 | 尾崎豊1周忌                                                                        |
| 『JNNニュースの森』時代 | 『コメ騒動』で外米試食                                                             |
| 『JNNニュースの森』時代 | 首相官邸前リポート                                                                 |
| 『JNNニュースの森』時代 | 銀座での米作り取材                                                                 |
| 『JNNニュースの森』時代 | ハリファックスサミット取材 - カナダ                                                |
| 『JNNニュースの森』時代 | 地下鉄サリン事件                                                                   |
| 『JNNニュースの森』時代 | 北海道豊浜トンネル岩盤崩落事故 ※久和にとって『ニュースの森』での最後の取材となった |
| 『TXNニュースアイ』時代 |                                                                                    |
| 介護保険制度取材        |                                                                                    |
| 九州・沖縄サミット取材  |                                                                                    |

## テレビドラマ出演
- ただいま絶好調! 第21話「アイラブ・ニューヨーク」（1985年、テレビ朝日）

## ラジオ
- ひとみのDENKA HOT DOING（FM横浜）[1]

## 書籍
- 『まわしをはずしたお相撲さん : 大相撲おもしろ雑学事典』講談社、1987年5月11日。ISBN 4062033666。
- 『結婚までに話し合っておくべき15章:あなたの一生がまるで変わるとき』（青春出版社,1988年）ISBN 4413014782
- 『私はニュースキャスター』（岩波書店,1989年）ISBN 4005001580
- 功刀達朗監訳 『国連地球社会の選択.1：激動の世界と国連 湾岸戦争の教訓』（PHP研究所,1995年）ISBN 4569548628
- 『ニューヨークで見つけた!新しい私:35歳からの留学ストーリー』（ダイヤモンド社,1998年）ISBN 4478941645
- 『久和ひとみが伝えたかったこと』（小学館,2001年）ISBN 4098400693
- 『久和ひとみ絶筆:子宮がん闘病116日の日記』（小学館,2001年）ISBN 4093964017